# بيوتر إيفانيكي
بيوتر إيفانيكي (من مواليد 15 مايو 1984) هو بطل العالم في الرياضة اللاتينية على الكراسي المتحركة المتعددة. الفائز بكأس العالم للرقص على الكراسي المتحركة والبطولة الأوروبية. في عام 2006 أصبح إيفانيكي أبرز راقصي الكراسي المتحركة في العالم. لقد فاز بأربع بطولات عالمية، وبطولتين أوروبيتين، وسبع بطولات بولندية، كل ذلك بين عامي 1999 و2006. وقد حصل أيضآ على العديد من ألقاب كأس العالم.
منذ عام 2002 بدأ الرقص مع دوروتا جانوفسكا. في يونيو 2006 تم اختيارهم كأفضل رياضيين في الشهر من قبل اللجنة البارالمبية الدولية .كانت شريكته السابقة مونيكا زوادزكا. يمثل بولندا ونادي الرقص Swing-Duet .

## أبرز إنجازات مسيرته المهنية
- 2002، 2004-2006 حصل على الميدالية الذهبية في كأس العالم للرقص على الكراسي المتحركة IPC
- حصل على الميدالية الذهبية لعام 2005 في بطولة كأس أوروبا المفتوحة للرقص على الكراسي المتحركة
- الميدالية الذهبية في بطولة العالم اللاتينية للرقص على الكراسي المتحركة لعامي 2002 و2004
- الميدالية الذهبية في بطولة أوروبا للرقص على الكراسي المتحركة عام 2003
- 2002-2006 الميدالية الذهبية في بطولة بولندا الدولية للرقص على الكراسي المتحركة

## روابط خارجية
صفحة ويب سوينغ دويت